# Cleome eyerdamii
Cleome eyerdamii là một loài thực vật có hoa trong họ Màng màng. Loài này được Standl. & F.A.Barkley mô tả khoa học đầu tiên năm 1948.